# Treštenica Donja
Treštenica Donja es un pueblo de la municipalidad de Banovići, en el cantón de Tuzla, Bosnia y Herzegovina.

## Superficie
Posee una superficie de 2,1 kilómetros cuadrados.

## Demografía
Hasta 2013 la población era de 790 habitantes, con una densidad de población de 375,9 habitantes por kilómetro cuadrado.